# Francesco Curci (imprenditore)
Francesco Curci (Avellino, 1823 – Napoli, 9 dicembre 1912) è stato un imprenditore e editore italiano.

## Biografia
Francesco Curci è stato uno dei più importanti editori musicali italiani.
Trasferitosi nel 1860 a Napoli aprì un negozio di strumenti musicali e spartiti in piazzetta Trinità degli Spagnoli; grazie ai suoi rapporti di amicizia con numerosi direttori d'orchestra e maestri di musica ampliò l'attività di stampa degli spartiti.
Con lo sviluppo della canzone e i primi festival di Piedigrotta l'attivià ebbe uno sviluppo notevole, che portò nel 1880 dapprima al trasferimento dell'azienda nei locali più spaziosi di via Tre Re 6 e poi, in seguito, nel 1903 alla fondazione delle edizioni musicali Curci.
Sposatosi con Raimonda Pomarico, ebbe i figli Pasquale, Achille e Concetta, che affiancò all'attività, il primo con funzioni dirigenziali mentre Achille come incisore e Concetta come amministratrice.
Alla sua morte nel 1912 la gestione dell'azienda passò a Pasquale.